# Cheiromycella
Cheiromycella is een geslacht van schimmels behorend tot de familie Hyaloscyphaceae. De typesoort is Cheiromycella speiroides.

## Soorten
Volgens Index Fungorum telt het geslacht zes soorten (peildatum maart 2022):
| Soortnaam                 | Auteur(s)                                    | Publicatiejaar |
| ------------------------- | -------------------------------------------- | -------------- |
| Cheiromycella annulata    | Matsush.                                     | 1975           |
| Cheiromycella foliicola   | U. Braun, Melnik & Tomosh.                   | 2009           |
| Cheiromycella indica      | Rajn.K. Verma, Prasher, Sushma & A.K. Gautam | 2021           |
| Cheiromycella jafarii     | R. Begum                                     | 1978           |
| Cheiromycella moniliphora | Matsush.                                     | 1975           |
| Cheiromycella speiroides  | (Höhn.) Höhn.                                | 1910           |